# Горин (река)
Гори́н — река в Хабаровском крае России, левый приток Амура. В некоторых источниках упоминается как Горюн, Горынь, Гирин, Гырынь, Герин и Гаринь.

## Общие сведения

Бассейн Амура

Протекает по территории Солнечного и Комсомольского районов. Берёт начало на северо-западном склоне хребта Даяны. Длина реки — 390 км. Площадь водосборного бассейна — 22 400 км². Питание снеговое и дождевое. Дождевые паводки достигают значительных размеров. В нижнем течении расположились Комсомольский государственный заповедник, посёлок Горин и село Боктор. Бассейн реки Горин — родина горинских нанайцев самагиров.

## Данные водного реестра
По данным государственного водного реестра России и геоинформационной системы водохозяйственного районирования территории РФ, подготовленной Федеральным агентством водных ресурсов:
- Бассейновый округ — Амурский
- Речной бассейн — Амур
- Речной подбассейн — Амур от впадения Уссури до устья
- Водохозяйственный участок — Амур от города Комсомольск-на-Амуре до устья без реки Амгунь

## Притоки
(расстояние от устья)
- 76 км: река Боктор (лв, 135 км)
- 106 км: река Хурмули (пр, 96 км)
- 126 км: река Харпин (лв, 221 км)
- 164 км: река Девятка (лв[6], вытекает из озера Эворон)
- 176 км: река Гайчан (Аир) (пр, 54 км)
- 238 км: река Хагду (лв, 68 км)
- 273 км: река Большая Эльга (лв, 69 км)